# Navarrismo

Bandeira oficial da Comunidade Foral de Navarra

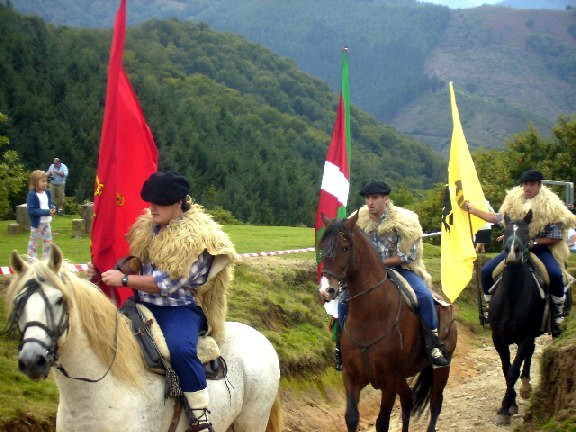
Abertzales (nacionalistas bascos) com trajes tradicionais com a bandeira vermelha de Navarra, a bandeira vermelha, verde e branca do País Basco (Ikurriña) e a Arrano Beltza amarela com a águia negra do selo do rei navarro rei navarro, o Forte

O navarrismo é uma doutrina política que tenta interpretar o que possa ser o sentimento identitário dos navarros (naturais de Navarra, Espanha), pelo que a sua definição depende da ideologia política de que a expressa.
Os setores regionalistas advogam a plena pertença de Navarra a Espanha, reivindicando as especificidades "forais" (autonómicas) da comunidade (região). Estes autodenominam-se unicamente "navarristas" e são qualificados como "navarristas espanholistas" pelos nacionalistas bascos.
Os nacionalistas bascos tendem maioritariamente a adotar posições a favor do direito da autodeterminação ou livre decisão dos navarros e a união com a Comunidade Autónoma do País Basco.

## Navarrismo ou navarrismo espanholista
Segundo alguns, esta doutrina é uma reação do nacionalismo espanhol conservador ao nacionalismo basco, que se opõe frontalmente ao projeto de integrar Navarra numa entidade política basca. Os navarristas espanholistas defendem uma Navarra como comunidade diferenciada mas integrada em Espanha. Em termos eleitorais é a opção maioritária da sociedade navarra, para o que contribui o facto do basquismo ser pouco relevante no sul de Navarra, uma área que concentra os núcleos populacionais mais numerosos, à parte da área metropolitana de Pamplona e que é quase integralmente hispanófona desde há muito tempo.

escudo oficial de Espanha, onde Navarra figura como reino fundador (em baixo à direita)

Esta forma de navarrismo surgiu na época em que o Partido Nacionalista Basco (PNV) começou a desenvolver-se em Navarra e geralmente considera-se que as suas primeiras manifestações ocorreram durante o debate regionalista de 1917 e 1918. Os momentos mais importantes deste movimento ou ideologia são os seguintes: durante a Segunda República Espanhola, quando se opuseram à aprovação do Estatuto Basco-Navarro comum para Navarra e as atuais três províncias bascas (Álava, Biscaia e Guipúscoa); e aquando da "Transição Espanhola" (para a democracia), de novo para se oporem a um Estatuto de Autonomia comum com o País Basco e conseguirem a reconhecimento de Navarra como "comunidade foral" diferenciada.
Este tipo de navarrismo é uma evolução natural do "foralismo", que defende a manutenção do regime foral ancestral de Navarra e das províncias bascas, mas se diferencia daqueles que defendem mais radicalmente a unidade de Espanha.
Os partidos políticos que mais se identificam com o navarrismo dito espanholista, embora com algumas diferenças entre eles, são a União do Povo Navarro (UPN) e a sua fação dissidente centrista que deu origem à Convergência de Democratas de Navarra, atualmente quase sem expressão, pelo menos eleitoral. De certa forma, o Partido Popular de Navarra (PPN), integrado na UPN entre 1991 e 2008 e refundado após a rutura dos dois partidos, também se pode considerar navarrista.
Os principais ideólogos desta corrente foram destacadas personalidades conservadoras, como Víctor Pradera (1873-1936), Raimundo García García ("Garcilaso", 1884-1962), Eladio Esparza e, mais recentemente, Jesús Aizpún (1928-1999), fundador da UPN, Jaime Ignacio del Burgo, fundador do Partido Popular e Juan Cruz Alli, o presidente do CDN.
Com a evolução do navarrismo para posturas mais progressitas e politicamente de centro, de centro-esquerda ou mesmo esquerda, o Partido Socialista de Navarra (PSN-PSOE), a terceira política de Navarra, também se proclama atualmente navarrista, destacando-se nesta evolução os conceitos ideológicos expressados por Víctor Manuel Arbeloa e Juan José Lizarbe, nos campos socialista e social-democrata. Estes acusam os que lhes estão à direita de se apropriarem dos sinais de identidade de Navarra.

## Navarrismo basquista ou basquismo

Mapa da Euskal Herria, o País Basco histórico, que engloba as regiões francesas da Baixa Navarra (Basse-Navarre; em basco: Nafarroa Beherea), Labourd (em basco: Lapurdi) e Soule (em basco: Zuberoa), além das províncias espanholas da Biscaia, Álava, Guipúscoa e Navarra

Os partidários desta conceção, que eleitoralmente colhem menos apoio eleitoral, concentram-se sobretudo na zona norte de Navarra e na área metropolitana de Pamplona, sendo a sua presença pouco expressiva no sul da comunidade. Segundo eles, o termo navarrista foi concebido por eles, no início do século XX, quando os primeiros nacionalistas bascos em Navarra se reclamavam "navarristas" e eram fervorosos defensores de tudo o que era navarro, apontando como prova disso que o escudo e bandeira atuais de Navarra, símbolos hoje usados como instrumento de afirmação contra o basquismo, foram desenhados em 1910 por três simpatizantes do nacionalismo basco: Arturo Campión (1854,1937), Julio Altadill (1858-1935) e Hermilio de Oloriz (1854-1919).
Para os basquistas ou nacionalistas bascos, são navarristas os partidos políticos como Aralar, PNV, Eusko Alkartasuna (EA) e Batzarre, todos eles anteriormente integrados na coligação Nafarroa Bai  (os dois últimos saíram em 2011), que foi a segunda força mais votada nas eleições regionais de 2007. Além daqueles partidos, são também considerados navaristas basquistas diversos sindicatos, associações e organizações sociais e políticos independentes, como Uxue Barkos, uma das figuras de proa do NaBai.
O nacionalismo basco também se tem referido ao conceito de "navarrismo", por vezes pejorativamente, à postura ideológica dos que dizem defender Navarra e a sua "navarridade" quando, segundo eles, são simples regionalistas ou nacionalistas espanhóis, que negam o direito de autodeterminação de Navarra ao solicitar a supressão transitória da constituição espanhola de 1978 que contempla a possibilidade de que das autonomias navarra e basca confluírem para uma só se assim o desejarem as partes. Alguns nacionalistas bascos também acusam os outros navarristas de menosprezar a cultura "basco-navarra" em favor da "navarro-espanhola", dando como exemplo algumas posições que qualificam como ataques ao euskera (língua basca) na comunidade foral.

No entender dos navarristas basquistas, as inscrições do Monumento aos Forais, erigido por subscrição popular m Pamplona em 1903, na sequência da "Gamazada", redigidas em basco por Fidel Fita, uma delas escrita em caracteres pretensamente ibéricos, expressam o sentimento desta ideologia:
| “ | Nós os bascos, não temos outro senhor que o nosso Deus; ao estranho damos as boas vindas e hospitalidade, mas jamais suportaremos o seu jugo. Sabei-o vós, nossos filhos. | ” |

| “ | Aqui estamos os euskaldunes de hoje, congregado por rspeito aos nossos antepassados, reunimo-nos aqui para demonstrar que queremos conservar a nossa lei. | ” |

A esquerda abertzale (nacionalista basca) também proclama sentimentos "navarristas e os seus partidários usam o Arrano Beltza, a águia negra que era o selo do rei navarro Sancho VII, o Forte. Este movimento mantém em Navarra capacidade de mobilização social significativa.
Outras correntes ideológicas, como o carlismo, de grande importância no passado em Navarra, têm atualmente uma presença minoritária.

## Polémica: definições distintas de "navarrismo"

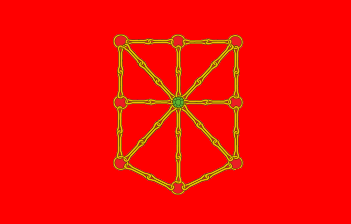
Banderia de Navarra sem coroa, usada frequentemente pela esquerda abertzale (nacionalista basca)

A insígnia do Zazpiak Bat, o lema que defende a união das sete regiões bascas (Euskal Herria): em Espanha — Álava, Biscaia, Guipúscoa e Navarra; em França — Baixa Navarra (Basse-Navarre; em basco: Nafarroa Beherea), Labourd (em basco: Lapurdi) e Soule (em basco: Zuberoa)

Escudo de armas dos reis de Navarra desde o século XIII

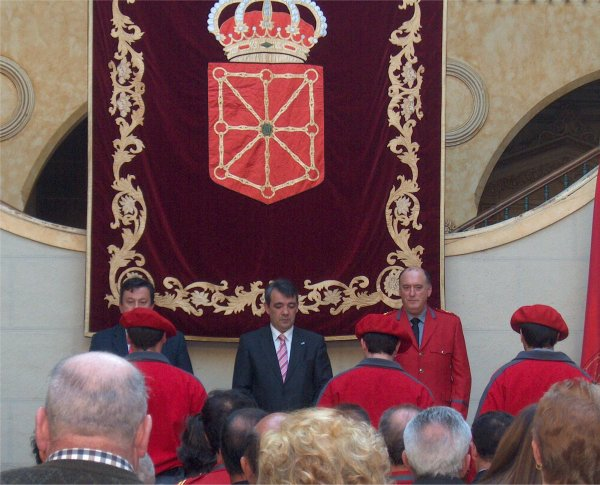
Escudo de Navarra num reposteiro, presidindo a um ato oficial da Polícia Foral de Navarra

Existem várias definições do navarrismo, conforme o campo político do autor.

Jaime Ignacio del Burgo, fundador do Partido Popular espanhol, de direita afirmava:
| “ | O navarrismo é a corrente política plural, surgida noas anos 1970 com a finalidade de defender a navarridade, quer dizer, a identidade navarra contra as intenções de absorção impulsionadas pelo unionismo euskadiano ou euskalherríaco. Navarrista é aquele que milita nas fileiras do navarrismo político para defender a navarridade. | ” |

Noutros setores ideológicos há também quem compartilhe essa ideia sobre o confronto ou convivência de dois projetos distintos, um navarrista e outro basquista. Um exemplo disso é Jesús Urra, quando discorre sobre a identidade da população navarra que:
| “ | ...bifurca-se num direção dupla: por um lado há aqueles que se sentem navarros e espanhóis, por outro há aqueles que nos sentimos navarros e bascos. | ” |

Essa contraposição é também refletida por María Cruz Mina na Enciclopedia del nacionalismo, dirigida por Andrés de Blas:
| “ | ...na sua origem a definição política militante de navarrismo não surge como apoio a reivindicações concretas ao Estado, mas como reação a outra particularidade, o nacionalismo basco, que não concebe Euskadi sem Navarra e pretende fazer daquela uma nação separada da Espanha. Assim se compreende que o navarrismo se afirme de forma beligerante contra o basquismo e se identifique com o espanhol. | ” |

Nesse sentido, Milagros Rubio, do Batzarre, afirmou:
| “ | Em Navarra, o basquismo deve reconhecer sem hesitações a realidade política de Navarra como comunidade política diferenciada, e por sua vez esse mesmo basquismo deve ser reconhecido pelo navarrismo espanhol na sua política governamental. | ” |

Algo parecido afirmam García-Sanz, Iriarte e Mikelarena na obra "Historia del navarrismo (1841-1936). Sus relaciones con el vasquismo" ao definir o navarrismo como:
| “ | ... a defesa desta comunidade enquanto projeto político diferenciado das suas vizinhas, firmemente ligado a Espanha e fundamentado na sua foralidade histórica. Talvez a sua característica mais marcante seria o seu repúdio da união basco-navarra e a enfâse na pluralidade sócio-cultural da província. | ” |

Mikelarena utiliza esta definição para considerar que, na atualidade, todas as forças políticas navarras que não militam no nacionalismo basco são navarristas, desde a UPN e CDN ao PSOE e Esquerda Unida de Navarra (IUN-NEB).

Outros, ligados ao basquismo, negam tal separação. Assim, Patxi Zabaleta afirma que o Aralar, o seu partido político independentista basco:
| “ | ...faz sua a reivindicação do conceito de 'navarrismo', entende-o como uma proteção para o futuro do que foi Navarra na história. Mas além disso consideramos que, na sua atual configuração, Navarra constitui também um âmbito de decisão. | ” |

Peio Monteano, partido nacionalista basco Eusko Alkartasuna (EA), recordando o que escrevia Alfonso Pérez Agote no prólogo do livro "Elementos fundantes de la identidad colectiva navarra. De la diversidad social a la unidad política (1841-1936)", de Ana Aliende Urtasun — «todos os navarros são navarristas e compatibilizam o seu navarrismo com uma identidade coletiva política de âmbito mais amplo, espanhol ou basco» — afirma que «o debate político que ocorre na sociedade navarra confrontaria o navarrismo espanholista com o navarrismo basquista».

Pr último, desde o campo socialista Juan José Lizarbe afirma no seu livro "Mi compromiso con Navarra" (Fundación Encuentros con Navarra, 2003) que:
| “ | ...perante cada conceção política conservadora do navarrismo em dado momento histórico, encontramos uma conceção mais avançada: liberal numa situação, republicana noutra. Perante o tradicional integrismo carlista — tão influente em todo o território — e perante o conservadorismo imperante, houve pessoas, atitudes e ideias de avanço e de progresso social com marca navarrista (...) essa é a linha que herda o socialismo navarro do século XXI. | ” |